# Little Big Adventure (musikgrupp)
Little Big Adventure är artistnamnet för den svenske musikern Magnus Sätterström. Han är kontrakterad av skivbolaget Labrador. Artistnamnet är taget från PC-spelet Little Big Adventure.

## Diskografi

### EP
- 2008 - Saltsjö-Duvnäs (Cosy Recordings)
- 2009 - The Hateful Eye (Labrador)
- 2017 - The Great Adventures of (Little Big Adventure) [3]

### Fotnoter
1. ↑  ”Little Big Adventure”. Labrador Records. Arkiverad från originalet den 9 december 2011. https://web.archive.org/web/20111209041912/http://www.labrador.se/artists/littlebigadventure.php3. Läst 18 december 2011.
2. ↑  ”The Hateful Eye”. Labrador Records. Arkiverad från originalet den 25 december 2011. https://web.archive.org/web/20111225125747/http://www.labrador.se/releases/littlebigadventure.php3. Läst 18 december 2011.
3. ↑  ”Veckans FYND: Cikada, Rävnatt och Little Big Adventure”. HYMN. 28 maj 2018. https://hymn.se/2018/05/28/veckans-fynd-cikada-ravnatt-och-little-big-adventure/. Läst 21 september 2021.